# Eucalyptus obliqua
Eucalyptus obliqua là một loài thực vật có hoa trong Họ Đào kim nương. Loài này được L'Hér. mô tả khoa học đầu tiên năm 1789.

## Hình ảnh

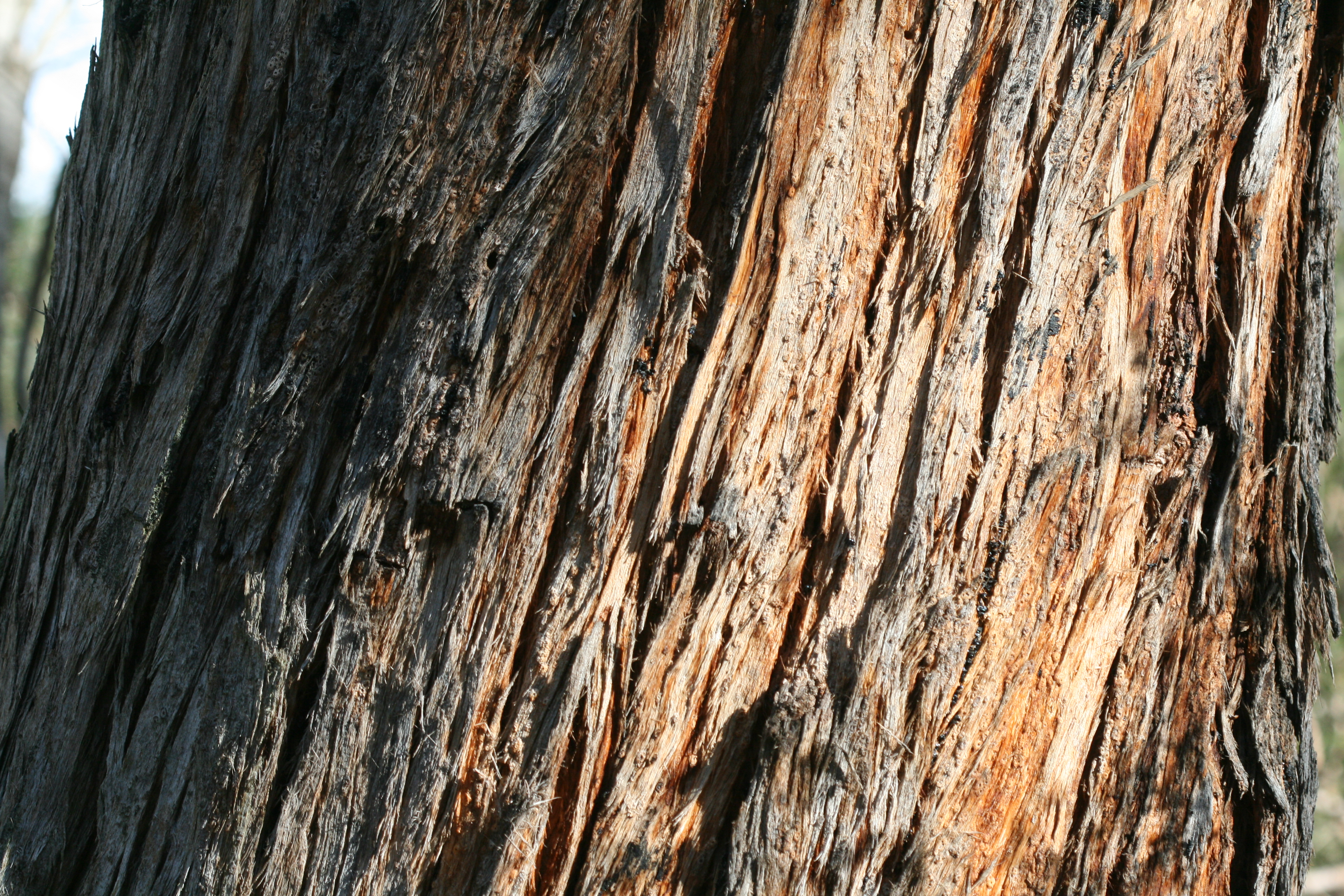
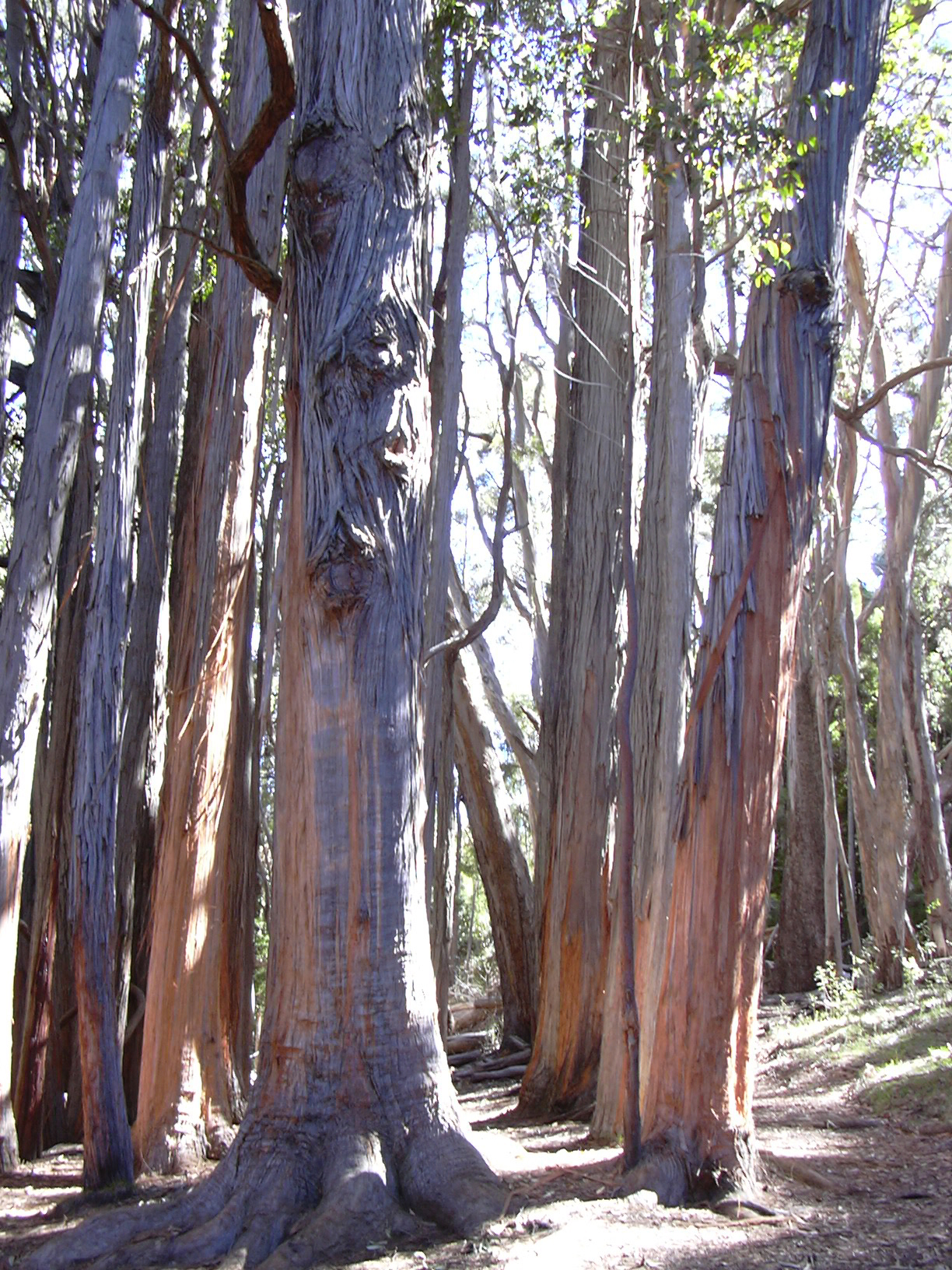